# Félix Mejía

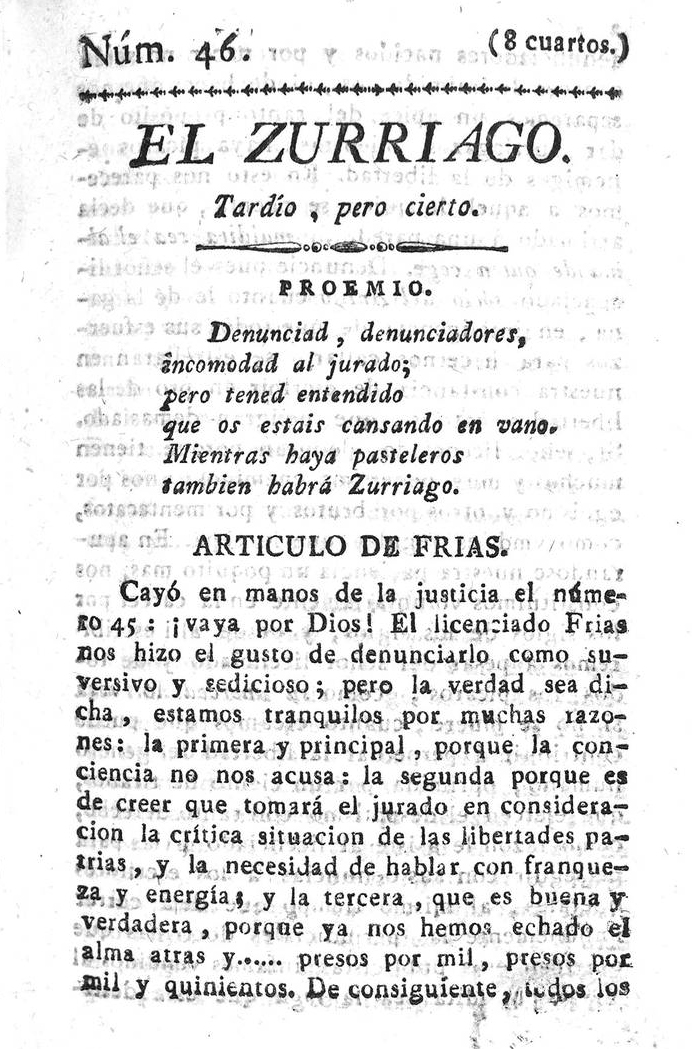
Primera página del número 46 de El Zurriago, semanario dirigido por Félix Mejía

Félix Mejía Fernández-Pacheco (Ciudad Real, 1776 - Madrid, 1853), escritor, periodista, autor dramático, historiador español.

## Biografía
Fue hijo de un terrateniente de mediana fortuna. Se licenció en Derecho y trabajó como notario eclesiástico del arzobispado recaudando diezmos. Entró en contacto con las ideas de la Ilustración por medio de su amistad con otro ciudadrealeño, el afrancesado y abogado de los Reales Consejos Fernando Camborda, quien pertenecía, al igual que su tío Manuel Núñez de Arenas y el poeta Sebastián de Almenara y Salvador Jiménez Coronado, a los círculos ilustrados de Ciudad Real. Se casó con una prima, Josefa Megía, y tuvo varios hijos, uno de ellos abogado como él, Julián Mejía. Asistió al fracaso de las iniciativas ilustradas del Cardenal Francisco Antonio de Lorenzana en Ciudad Real, y también a las trabas que el patriciado urbano impuso al desarrollo de una Sociedad Económica de Amigos del País promovida por la nobleza de toga y el clero ilustrado de su ciudad natal (el citado Manuel Núñez de Arenas).
Cuando estalló la Guerra de la Independencia, participó como comisionado por la Junta Provincial recogiendo caballos y pertrechos y en la guerrilla, también como espía y al mando de una partida de empleados de rentas reales, y participó en diversas acciones, como la batalla de Ocaña, algunas de ellas en compañía del mariscal liberal Luis Lacy. Fue perseguido varias veces por los franceses y estuvo a las órdenes del presidente de la junta manchega, Juan Bautista de Erro. Con él marchó a Cádiz en 1811, donde publicó algún poema en el diario Tertulia Patriótica y publicó un par de folletos denunciando los oscuros negocios que se hacían con los fondos utilizados en el hospital de guerra. Allí reanudó su amistad con el mariscal Luis Lacy, aunque también hizo una amistad poco provechosa con un estafador que motivó fuese a prisión acusado de ayudar a difundir vales reales falsos, aunque se demostró su inocencia y se le dejó libre en una de las numerosas amnistías de por entonces. En prisión conoció al secesionista de Venezuela, periodista, secretario y redactor de la Constitución venezolana de Francisco de Miranda, el médico gaditano y periodista Francisco José Vidal Iznardi, y al financiero estadounidense Richard W. Meade (Richard Worsan Meade I). 
Vuelto el monarca en 1814, se desencadenó la reacción antiliberal conocida como Manifiesto de los Persas y Félix Mejía fue represaliado impidiéndosele acceder al oficio de comisario de guerra, que pretendía; al efecto se envió un desfavorable informe por parte del corregidor de Ciudad Real. Entonces Félix Mejía marchó a Madrid para trabajar como agente de negocios, lo que hoy llamaríamos gestor, seguramente en el bufete de su amigo y coterráneo, el abogado Fernando Camborda, quien había sido procesado por la Inquisición por haber pertenecido al tribunal criminal josefino de Manzanares y por haber sido masón en Almagro. Estuvo, pues, escribiendo memoriales e informes sobre pleitos que se desarrollaban en Madrid hasta que estalló la insurrección liberal de Rafael del Riego en 1 de enero de 1820 y se proclamó la Constitución de Cádiz otra vez.
La Constitución establecía tribunales de primera instancia en las cabezas de partido, por lo cual Camborda y Mejía se quedaron sin trabajo y decidieron emprender un negocio periodístico común, algo en lo que Camborda ya tenía experiencia, pues había publicado junto a su tío Manuel Núñez de Arenas diversas colaboraciones en el Memorial Literario de Madrid. Entonces Mejía empezó a escribir con Camborda un periódico liberal en prosa y verso, La Colmena (1820), publicando comentarios a la Constitución de Cádiz, criticando la Inquisición y las instituciones del Antiguo Régimen y recordando la memoria de los liberales fusilados por pronunciarse en el sexenio absolutista, en particular a Juan Díaz Porlier y Vicente Richart, cuyas causas publicaron. Después, junto con Camborda, empezó a editar La Periodicomanía, una revista donde se atacaba el mal estilo, las inconsecuencias y los plagios de los periódicos de entonces, y se avisaba de su pronta desaparición, en especial de las publicaciones serviles o de liberalismo demasiado moderado. Esta publicación, fuera de su importante valor hemerográfico, posee el añadido de estar escrita en un estilo sumamente original, muy vivo, popular y humorístico, buscando la complicidad del lector, por lo que se atrajo la amistad del doctor y poeta festivo Manuel Casal desde su Mochuelo Literato. Con Camborda empezó también otra publicación, Cajón de Sastre, donde insertaba cuentos populares y poemas críticos con el Antiguo Régimen; sin embargo Camborda dejó de escribir habida cuenta de que empezó a sufrir ataques por su pasado como afrancesado al servicio de José I, y prosiguió solo Félix Mejía. 
Mejía se alió entonces con diversos liberales exaltados, muchos de ellos hispanoamericanos, y trabajó como redactor de El Constitucional. Correo General de Madrid. También se halló entre los fundadores de la revista El Cetro Constitucional junto con destacados escritores como el comediógrafo mexicano Manuel Eduardo Gorostiza y el erudito periodista José Joaquín de Mora, concebida para competir con la revista cultural más afamada de entonces, El Censor de los afrancesados Hermosilla, Lista y Miñano. A través de Mora entró en contacto con la polémica sobre el Romanticismo, que en alguna ocasión aparece en sus escritos, pero el negocio no resultó bien. Al concluir todas estas publicaciones, Mejía decidió empezar con un periodismo más político y combativo y fundó y editó en 1821, junto con el cordobés Benigno Morales, antiguo guardia de corps, El Zurriago (1821-1823), periódico de aparición irregular, pero casi siempre semanal, que sería el más influyente, exitoso y difundido dentro del campo del liberalismo exaltado veinteno.
En El Zurriago atacó con malicia y sin piedad alguna a los liberales moderados, y también a los absolutistas encubiertos, empezando por el mismo rey, cuya hipocresía e incapacidad moral para gobernar no tardó en percibir. Constaba de dieciséis páginas y formato manual, y su inspiración era en realidad republicana y jacobina. Su editor principal, Mejía, fue miembro de la sociedad secreta liberal exaltada conocida como Confederación de Caballeros Comuneros en un principio, pero al final militó en las filas del carbonarismo internacional. Atacó principalmente a Francisco Martínez de la Rosa, "Rosita la pastelera", y al jefe político de Madrid, José Martínez de San Martín, "Tintín de Navarra", según la peculiar onomástica creada por el semanario, que llegó a ser muy popular. El periódico tuvo un éxito fulgurante, y llegó incluso a emitir más de seis mil ejemplares, cifra desmesurada para la época, teniendo además en cuenta que cada periódico era leído en voz alta en cafés y sociedades patrióticas y sus ejemplares pasaban de mano en mano. Su agresividad era insoportable para los liberales moderados, quienes, a través de otras sociedades secretas de carácter moderado o reaccionario, como la Masonería o la Sociedad del Anillo, impulsaron numerosos procesos legales contra sus editores y trataron de difamarlos a través de los periódicos que controlaban o incluso con intentos de secuestro y hasta de asesinato; Mejía, pues, pasó más de un año en la cárcel por reimprimir un artículo ofensivo contra el rey, tras lo cual salió absuelto; sus acusadores, sin embargo, fueron promovidos aceleradamente a más altos puestos y la ley de imprenta fue cambiada para dirigirla en especial contra el periodismo investigador y de denuncia que El Zurriago representaba. Igualmente fueron encarcelados otros colaboradores y redactores, e incluso un tercer editor, el librero José Sáenz Urraca. Mejía afrontó un intento de asesinato, por parte del turbio conspirador José Heceta, y varios desafíos a duelo (declarados ilegales durante el Trienio Constitucional).
Los análisis políticos de El Zurriago y de una segunda publicación que se encargó de dirigir (ya que su director, su amigo Atanasio Lescura, había tenido que huir a Grecia a causa de la persecución política y judicial), La Tercerola, creadora del periodismo de investigación y cuya función era publicar documentos comprometedores para los involucionistas, se mostraron tan acertados que los zurriaguistas llegaron a adivinar e incluso predecir con dos días de antelación el golpe absolutista preparado por la camarilla del rey Fernando VII y el propio monarca el siete de julio de 1822, fracasado tras un baño de sangre en Madrid. Los familiares de Fernando VII intentaron entonces sobornar a los editores, pero estos no accedieron. El prestigio desde entonces de El Zurriago fue enorme. Pero entonces la Sociedad del Anillo y en particular la Masonería, instigada por Antonio Alcalá Galiano, repartieron una circular cuyo propósito era desencadenar una campaña de descrédito en la prensa contra Félix Mejía y, además, alguien impulsó su secuestro a fines de 1822; el agente involucionista del rey, José Manuel Regato, infiltrado entre los mismos comuneros que apoyaban a Mejía, ayudó además a desacreditarlo finalmente. Liberado en enero y muy enfermo, Mejía siguió escribiendo cuando ya se vislumbraba la reacción de la Santa Alianza y siguió al gobierno a Sevilla y más tarde a Cádiz cuando entraron los Cien mil hijos de San Luis; en Sevilla su casa fue allanada y se tuvo que refugiar de la persecución de los liberales moderados; perdió todos sus bienes en el motín absolutista de esa ciudad. Llegado a Cádiz, logró montar una imprenta y editar una segunda época de El Zurriago con el nombre de El Zurriagazo.
Pero fue detenido por los liberales y mandado al presidio de la isla de El Hierro, la más alejada de la Península en el archipiélago de las Islas Canarias, con otros periodistas exaltados molestos y con el degenerado corruptor de menores padre Blas de Ostolaza, antaño educador de Fernando VII. En aquella época eso significaba prácticamente condenarlo a muerte al dejarle a merced de sus enemigos. Lograron, sin embargo, fugarse los liberales en un barco estadounidense con ayuda de la organización comunera canaria y la carbonería internacional y llegaron a Filadelfia en 1824 en medio de una absoluta miseria. 
Los liberales españoles fueron muy bien recibidos, en especial Mejía, quien recibió la protección de los liberales estadounidenses, de la Masonería y de los bonapartistas exiliados allí, entre ellos el antiguo rey de España José I, que vivía refugiado allí, en Filadelfia, convertido en un hombre rico gracias a la venta de las joyas de la Corona española que había robado, con el título de Conde de Survilliers, algo que Mejía ignoraba. Con el fruto de una colecta hecha entre todos los liberales estadounidenses de Baltimore y Filadelfia, la mayoría de los periodistas decidió marchar a México, pero Mejía decidió quedarse en los Estados Unidos. Entró en contacto con sus compañeros carbonarios y con los liberales y conspiradores hispanoamericanos, en especial con centroamericanos y cubanos, y, al conocer la ejecución de Rafael del Riego y de su antiguo colaborador Benigno Morales, se dedicó a escribir la historia de la revolución durante el Trienio Constitucional. Con el propósito de usarlas como arma para fomentar la rebelión liberal en España y sus colonias, compuso e imprimió así una tragedia sobre la muerte de Rafael del Riego, Rafael del Riego o La España en Cadenas, y otras tragedias de contenido histórico y político, como Guillermo Tell o La Suiza Libre y Pizarro o Los peruanos. También alabó la revolución norteamericana en la pieza teatral Lafayette en Monte Vernon, que se editó traducida también al inglés. Por otra parte, gracias a los medios que puso a su disposición el francés naturalizado estadounidense Charles Lebrun, logró imprimir sin nombre de autor, por precaución, y bajo el de Lebrun, dos obras históricas donde se denigraba a Fernando VII, la Vida de Fernando VII y los Retratos políticos de la revolución de España, ambas obras de 1826. A Félix Mejía al igual que a los cubanos Félix Varela y José María Heredia, se le atribuye la autoría de la novela histórica Jicotencal, sobre la conquista de la república de Tlaxcala por Hernán Cortés publicada en forma anónima en 1826 en Filadelfia, que esconde un claro mensaje político. También compuso otros opúsculos de similar contenido político.
Al llegar a Filadelfia el ministro plenipotenciario de Guatemala Juan de Dios Mayorga logró convencerlo de que marchase a su país en plena guerra civil con El Salvador (ambos estados formaban parte de un estado supranacional denominado Unión Centroamericana o Provincias Unidas de Centroamérica) para ayudar a sostener la causa liberal del presidente Manuel Arce con la pluma. Allí marchó con éste y ambos fundaron el Diario de Guatemala a fines de 1827. Andando el tiempo empezó a trabajar en Hacienda bajo las órdenes del liberalísimo presidente Mariano José de Gálvez, y fundó y redactó varios periódicos más. Fue nombrado asimismo juez segundo de primera instancia en Guatemala y se dedicó al comercio; no dejó la actividad política, fundó además una choza carbonaria y participó en todo tipo de actos en defensa del estado liberal; la dictadura del general Rafael Carrera, sin embargo, acabó con esta situación y tuvo que emigrar en 1838 a Tabasco, Puerto Rico y Cuba. 
En Cuba entró en contacto con el poeta y antiguo periodista liberal Ignacio Valdés Machuca, volvió a colaborar en la prensa de La Habana e imprimió o estrenó varias obras dramáticas en 1841; por ejemplo, Gemma de Vergy, La dama de León (traducción directa del inglés del drama histórico de Edward Bulwer-Lytton), La cruz de fuego, adaptación de la tragedia de Louis Marie Fontan, La mujer fuerte y El pescador y el barquero, estas dos últimas obras melodramas estrenados pero perdidos. En ese mismo año desembarcó en Santander y volvió a pisar España. Quiso iniciar una segunda época de El Zurriago en Madrid, pero al cabo tuvo que atender sus negocios en La Habana y volvió a Cuba. Volvió a España en 1844, y editó el "Suplemento" del diario liberal progresista El Eco del Comercio hasta 1845, criticando fieramente la nueva constitución apadrinada por el general Ramón María Narváez. Estrena otras obras dramáticas, como Guillermo Tell. Como se había casado en Guatemala sin enviudar de su esposa y prima española, Josefa Mejía, al morir en la miseria se descubrió su bigamia cuando su viuda americana, Manuela Echeverría, hizo una colecta en la prensa madrileña para pagar su entierro y mantener a sus dos hijos, algo que denunciaron los familiares del fallecido en el periódico La Esperanza.

## Obras

### Históricas
- Retratos políticos de la revolución de España ó de los principales personages que han jugado en ella, muchos de los quales estan sacados en caricaturas por el ridiculo en que ellos mismos se habían puesto, quando el retratista los iba sacando; con unas observaciones politicas al fin sobre la misma; y la resolucion de la qüestion de porque se malogro esta, y no la de los Estados Unidos: publicados en castellano por D. Carlos Le Brun, Ciudadano de los Estados-Unidos é Interprete del Gobierno de la Republica de Pensilvania; Autor “del Beneficio de un Filósofo,” – “de una Gramática Inglesa | y Española” y Traductor de los Ensayos de Pope sobre el Hombre,” “del AntiAnglomano,” – “de la Libertad de los Mares” – y otros libros de Literatura. Filadelfia: [s. n.] [1826]. Hay edición facsímil moderna: Madrid: Congreso de Diputados, 2009.
- Vida de Fernando Septimo rey de España; ó colección de anecdotas de su nacimiento y de su carrera privada y politica, publicadas en castellano por D. Carlos Le Brun, Ciudadáno de los Estados-Unidos é Interprete del Gobierno de la Republica de Pensilvania; Autor “del Beneficio de un Filósofo,” – “de una Gramática Inglesa y Española,” y Traductor “de los Ensayos de Pope sobre el Hombre,” “del Anti-Anglo- | mano,” – “de la Libertad de los Mares,” – y otros libros de Literatúra. Filadelfia: [I. Ashmead y C.ª impresores] 1826.

### Teatro
- Obra dramática completa (1821-1842). Ed. de Ángel Romera Valero. Ciudad Real: Diputación Provincial, 2010.
- "Las victorias de Tintín y asombro de entrambos mundos. Monólogo famoso del maestro Tirso de Molina”, El Zurriago, n.º 6, [tercera semana de octubre de 1821], pp. 2-9.
- “Diálogo entre Zascandil y Tintín de Navarra”, en “Política parda”, El Zurriago, n.º 7, [octubre de 1821], pp. 1-6.
- “El sepulcro espantoso o La sima profunda. Tragedia original escrita en latín por el célebre Pomponio Papo, caballero romano, y traducida al andaluz por don Pedro Porra y Mazo”, El Zurriago n.º 11 [1821] pp. 1-11.
- “Los caballeros anilleros. Tragi-comedia. Obra póstuma del maestro Tirso de Molina”, El Zurriago n.º 42 [1822], pp. 3-16.
- “La pastelería. Drama en un acto”, El Zurriago núm. triple 67-69, [1822] pp. 19-36.
- Rafael del Riego, ó la España en cadenas. Tragedia en cinco actos. Filadelfia: Imprenta de G. Stavely, 1824. Segunda ed.: No hay unión con los tiranos morirá quien lo pretenda, ó sea La muerte de Riego y España entre cadenas.... México: Reimpresa en la oficina liberal del ciudadano Juan Cabrera, 1825.
- La Fayette en Monte Vernon, en 17 de octubre 1824. Drama en 2 actos. Filadelfia: En la imprenta de Stavely y Bringhurst, 1825.
- La Pola. Drama trágico unipersonal. Guatemala: Imprenta mayor - Casa de Porras, [1828].
- La Suiza libre ó Los Carbonarios. Drama en cuatro actos. Madrid: Establecimiento Literario-Tipográfico de Pascual Madoz y Luis Sagasti, 1846.
- Pizarro y Los Peruanos. Drama histórico original y en tres actos.... Manuscrito.
- Pulgar El de las Hazañas Drama histórico, original y en verso. En tres actos Manuscrito.
- Con Antonio de Cereceda, Hernán Pérez del Pulgar y Osorio, el de las hazañas'. Drama heroico é histórico en tres actos y en verso original. Ciudad Real: Establecimiento tipográfico de D. Domingo González, [1849].
- La mujer fuerte o Los resultados funestos de un amor culpable, 1841.
- El pescador y el barquero, 1841.
- Guillermo Tell, ó la Suiza libre, tragedia en cinco actos. Filadelfia: Imprenta de Guillermo Stavely, 1826. dramatización de la novela de Jean Pierre Claris de Florian.
- La cruz de fuego ó Los pies negros de Irlanda. Habana: Imp. de D. V. de Torres, 1841. Traducción del drama de Louis-Maire Fontan.
- Gemma de Vergy. Drama trágico en cuatro actos y en verso, Habana: Imprenta de D. V. de Torres, 1841.
- Amor y orgullo o La dama de León. La Habana, [s. n.] 1841. Traducción de la pieza en inglés de Edward Bulwer-Lytton.

### Otras
- "Notas" a Benigno Morales, Carta de Benigno Morales á Felix Megia. Philadelphia: Imprenta de Guillermo Stavely, 1825, reprod. facsímil de Almería: Instituto de Estudios Almerienses, 1996.
- Salus reipublicae suprema lex esto. [Guatemala: Imprenta de la Unión, 24-XII-1827].
- Enciclica del papa León XII en auxilio del tirano de España Fernando VII. Con una disertación en sentido opuesto.... Filadelfia, [Imp. de G. Stavely] 1826.
- “Ojeada política ú observaciones sobre la revolución de España que fixan las causas de su malogro”, en Retratos políticos... pp. 331-392.
- “Qüestion política”, en Retratos políticos pp. 393-422.
- “Bosquejo historico razonado de la actual revolución de España, formada por el clero, los frayles y los serviles para destronar a Fernando VII, a quien acababan de colocar sobre el trono absoluto por otra contra-revolución”, en Vida de Fernando Séptimo, pp. 306-341.
- [Contra el enviado extraordinario de la República Mexicana en la Central de América, D. M. Díez de Bonilla] Guatemala, [1832].
- El c. lic. Félix Mejía, abogado de la Corte Superior de Justicia, juez de 1. instancia del departamento de esta capital i de hacienda del Estado cet. expone a la consideración de los demás ciudadanos i habitantes de Centro-américa... [Guatemala]: Impr. de la Unión, [1834].
- Félix Megia al público. [Guatemala: Imprenta de la Academia de Estudios, 28 de abril de 1838].